# Hans-Georg Leyser
Pour les articles homonymes, voir Leyser.
Hans-Georg Leyser (16 juin 1896 à Worin - 18 avril 1980 à Hanovre) est un Generalmajor allemand qui a servi au sein de l'armée de terre allemande dans la Wehrmacht pendant la Seconde Guerre mondiale.
Il a été récipiendaire de la croix de chevalier de la Croix de fer. Cette décoration est attribuée pour récompenser un acte d'une extrême bravoure sur le champ de bataille ou un commandement militaire avec succès.

## Biographie
Hans-Georg Leyser s'engage le 4 août 1914 comme volontaire de guerre dans le 9e régiment de grenadiers. 
Hans-Georg Leyser se rend le 31 janvier 1943 durant la bataille de Stalingrad.

## Décorations
- Croix de fer (1914)
  - 2e Classe
  - 1re Classe
- Insigne des blessés (1914)
  - en Noir
- Croix d'honneur pour combattants 1914-1918
- Croix de chevalier de l'ordre royal de Hohenzollern avec glaives
- Agrafe de la Croix de fer (1939)
  - 2e Classe
  - 1re Classe
- Médaille du Front de l'Est
- Croix allemande en or (9 décembre 1941)
- Croix de chevalier de la Croix de fer
  - Croix de chevalier le 3 mai 1942 en tant que Oberst et commandant du Infanterie-Regiment 51 (mot.)[1]